# Juan Yaser
Juan Yaser fue un docente argentino de origen palestino, profesor de historia, poeta, investigador oficial de la Unesco, traductor y próspero comerciante que nació en el pueblo de Taybeh, de la Gobernación de Ramala y Al Bireh, en la Palestina británica, el 15 de septiembre de 1925. Falleció el 28 de agosto de 1996 en la ciudad de Córdoba, en Argentina, donde había vivido exiliado de su patria natal durante 44 años. 

## Estudios en Palestina
Cursó sus estudios primarios en el Colegio Franciscano de Belén, y sus estudios secundarios en el Colegio Al-Nahda de Jerusalén, del que egresó en el año 1945 con el título de Profesor de Letras Modernas, bajo la dirección del Profesor Jalil Sakakini, miembro de la Academia de Lenguas de Damasco (Siria), Bagdad (Irak) y El Cairo (Egipto).
Ejerció como docente en el Colegio Siriano Ortodoxo y el Colegio de Los Hermanos Salesianos de Jerusalén. 
Comenzó a destacarse en la poesía árabe desde los quince años, publicó, desde entonces, sus poemas en revistas y diarios de Beirut, Damasco, Amán, Bagdad y demás ciudades árabes.

## Exilio
En el año 1952 fue exiliado de su patria, Palestina, emigró a la República Argentina y se radicó en la ciudad de Córdoba, donde residió hasta su último día. 
Aprendió el idioma castellano de manera autodidacta. Llegó a dominarlo académicamente de tal manera que fue designado traductor oficial de los idiomas árabe y castellano por el Tribunal Superior de Justicia de Córdoba, primero y, luego, por el colegio de traductores de esta ciudad.
En 1980 publicó su último libro de poemas en su lengua de origen, titulado Ummatum wa yirah (Nación y heridas), que merecería las mejores y más elogiosas críticas de intelectuales árabes. Hasta el presente, dichos poemas son analizados y estudiados en las escuelas y universidades del Mundo Árabe.
En 1984, el escritor sirio Ni'man Harb, publicó un libro de ensayo sobre su vida y estilo literario con el título de Juan Yaser, poeta árabe en América", en el que destaca su encendida defensa del derecho del pueblo palestino y su combate por la libertad.
También, el reconocido arabista español Pedro Martínez Montavez le dedicó un capítulo de su obra Literatura árabe de hoy" que tituló "Un poeta palestino en América": en él efectúa un análisis filosófico de la personalidad del Profesor Juan Yaser, y reconoce, en su obra, la decisión de constituirse en testimonio ancestral de toda una colectividad sentida en términos esencialistas y eternizantes, en la cananeidad que el poeta considera identidad, origen y razón de ser.

## Su obra
Desde el año 1955, escribió en idioma castellano poemas, cuentos y ensayos que fueron publicados por la prensa cordobesa y la de países latinoamericanos, lo que le valió el aprecio del ambiente literario del país. Dictó más de cincuenta conferencias en español, en escuelas, asociaciones y universidades, sobre temas de la historia y cultura de los pueblos asirios, babilonios, cananeos y árabes en general, como así también sobre política internacional, principalmente respecto de la problemática del Medio Oriente, tema que dominaba bien, motivo por el cual era consultado permanentemente por la prensa, políticos y gobernantes.
Fue durante quince años consecutivos presidente de la Federación de Entidades Argentino-Árabes (Fearab)- Filial Córdoba, Director del Comité Ejecutivo de FEARAB AMERICA, Presidente Honorario de la Federación Palestina de la República Argentina, fundador del Instituto de Amistad y Colaboración Argentino-Árabe, Vicepresidente de la Sociedad Argentina de Escritores de Córdoba (SADE) durante el período de 1987 a 1989.
La excelencia de su obra mereció el reconocimiento internacional de la U.N.E.S.C.O., que lo nombró Experto Investigador de dicho organismo, para el cual trabajó en el proyecto ACALAPI (Aportación de la cultura árabe a la cultura latinoamericana a través de la península ibérica) interviniendo en los coloquios realizados en París, Mauritania, Granada y Caracas. Culminó su trabajo con la publicación de la obra titulada: El movimiento literario americano-árabe en América Latina, obra publicada por la U.N.E.S.C.O. en 1996.

### Obra en español
Entre sus obras publicadas en idioma español se encuentran: 

#### Conferencias y ensayos
- Herencia arábiga en América

- Letras universales comparadas

- Banquete de sangre - El martirio del pueblo palestino (Discurso pronunciado el 12 de agosto de 1982)

- El aporte de los sirios antiguos al advenimiento del cristianismo (Obispo Mercadillo, agosto de 1984)

- La patria no se mendiga (trabajo presentado ante el Simposio de las Organizaciones no Gubernamentales sobre la Cuestión Palestina en el Hotel Plaza de Buenos Aires en febrero de 1990)

- Irak - Por una solución global del conflicto en Medio Oriente (con ocasión del acto realizado el 24 de octubre de 1990 en la ciudad de Córdoba con la presencia del embajador iraquí).

#### Libros
- La tragedia palestina (1955),

- Hacia el miedo - Poemas Palestinos (1986),

- Diccionario  Las palabras castellanas derivadas de la lengua árabe (1989)

- Fenicios y árabes en el Génesis americano (1992): obra publicada con motivo del Quinto Centenario del Reencuentro con América. A través de esta última obra, el autor expone una realidad histórica sin desvelar hasta ese momento: «América, la isla grande del Océano, fue descubierta e influenciada en cuanto a su lenguaje, escritura, mitología y arquitectura por los fenicios (antiguos árabes navegantes) en el año 1000 de nuestra era y por andaluces que vinieron con Cristobal Colón en 1492. Este hecho, científicamente documentado y seriamente expuesto en la obra mencionada, no ha despertado aún la conciencia de los historiadores, lo que provocará, cuando suceda, una necesidad imperiosa de revisar profundamente la historia del mundo.

## Últimos días
Murió el 28 de agosto de 1996, luego de dar una conferencia sobre el trabajo que estaba realizando, consistente en las traducciones inéditas de Yibrán Jalil Yibrán.
- Datos: Q5952916